# Xã Little Sioux, Quận Harrison, Iowa
Xã Little Sioux (tiếng Anh: Little Sioux Township) là một xã thuộc quận Harrison, tiểu bang Iowa, Hoa Kỳ. Năm 2010, dân số của xã này là 359 người.